# Milmanda
Milmanda és un paratge del terme municipal de Vimbodí, a la Conca de Barberà.
Es troba al nord del monestir de Poblet, a l'extrem nord-est del terme municipal de Vimbodí. En aquest paratge hi ha l'antic castell de Milmanda i els Plans de Milmanda.